# Club for Growth
Club for Growth (en español: Club para el crecimiento) es una organización conservadora y un grupo de interés activo en los Estados Unidos, con una agenda centrada en la reducción de impuestos y en otras cuestiones de política económica. Los mayores patrocinadores de Club for Growth son los milmillonarios Jeffrey Yass y Richard Uihlein. El club tiene un comité de acción política llamado Club for Growth Action, una organización independiente.

## Historia

### 1999
El Club para el Crecimiento fue fundado en 1999 por Stephen Moore, Thomas L. Rhodes y Richard Gilder. Moore fue el primer presidente del club desde 1999 hasta diciembre de 2004, cuando los miembros de la junta votaron para destituir a Moore como presidente.

### 2003
De 2003 a 2004, el Club para el Crecimiento llevó a cabo tareas de recaudación de fondos para los candidatos republicanos a la Cámara de Representantes y al Senado, fuera del propio Partido Republicano, recaudando casi $ 22 millones.

### 2005
El futuro senador de Pensilvania, Estados Unidos, Pat Toomey, se desempeñó como presidente desde 2005 hasta su renuncia en abril de 2009. El ex-congresista de Indiana, Chris Chocola, sucedió a Toomey. El club apoyó el Tratado de Libre Comercio entre Estados Unidos, Centroamérica y República Dominicana. En 2005, el acuerdo fue aprobado por ambas cámaras del Congreso de los Estados Unidos

### 2010
En 2010, los lobistas políticos del club gastaron alrededor de $ 8,6 millones de dólares directamente en candidatos, y reunieron $ 6 millones de dólares de los miembros del club, dirigiendo esos fondos hacia los candidatos. En 2012, según el Center for Responsive Politics, los miembros del club donaron al menos $ 4 millones y los cabilderos políticos del club gastaron casi $ 18 millones en las elecciones.

### 2013
En 2013, los donantes de Super PAC del Club for Growth incluyeron a Peter Thiel, uno de los patrocinadores de Facebook y cofundador del sistema de pago electrónico PayPal, que donó 2 millones de dólares;  Virginia James ($ 1.2 millones); John W. Childs ($ 1,1 millones), presidente y fundador de la firma de capital privado con sede en Boston J.W.  Asociados de Childs;  Robert D. Arnott ($ 750,000), presidente y director ejecutivo de Research Affiliates con sede en California; Robert Mercer, codirector ejecutivo de Renaissance Technologies y copropietario de Cambridge Analytica, donó 600.000 dólares; y el administrador de fondos de cobertura Paul Singer que dio $ 100,000 dólares.

### 2014
Chris Chocola ocupó el cargo de presidente hasta diciembre de 2014. Chocola sigue siendo miembro del consejo de administración del club.

### 2015
El ex-congresista de Indiana, David McIntosh, fue nombrado presidente en enero de 2015. Desde abril hasta junio de 2015, el Club para el Crecimiento gastó un millón de dólares en anuncios de televisión en nueve distritos del Congreso, instando a los miembros del Congreso en esos distritos a oponerse a la reautorización del Banco de Importaciones y Exportaciones de los Estados Unidos (Ex-Im Bank). Se anunciaron anuncios adicionales en dos distritos de Utah, pero se cancelaron cuando los miembros declararon su oposición al Ex-Im Bank. Además, el Club para el Crecimiento anunció un voto clave en contra de la reautorización del Ex-Im Bank.
El Club para el Crecimiento elaboró una serie de documentos de política sobre las posiciones adoptadas por los principales candidatos presidenciales republicanos sobre el papel del gobierno en el desarrollo económico. Los once artículos examinaron los registros y comentarios de los candidatos sobre temas como la reforma tributaria, el gasto público, la reforma de la seguridad social y el libre comercio. El Club concluyó que los senadores Ted Cruz, Rand Paul y Marco Rubio eran los candidatos más propensos a promulgar políticas a favor del crecimiento económico si eran elegidos presidente.
En octubre de 2015, el Club para el Crecimiento anunció un voto clave en contra de la Ley de Presupuesto Bipartidista de 2015, diciendo que incluiría $ 1.5 billones en el techo de la deuda y un aumento de $ 112 mil millones en el gasto federal.

### 2018
El super PAC del Club for Growth, históricamente ha sido más activo en las elecciones primarias republicanas, el comité de acción política gastó más en las elecciones al senado de Estados Unidos de 2018 que en elecciones anteriores. Se esperaba que esta tendencia continuaría en 2020. El presidente del Club para el Crecimiento, David McIntosh, describió la evolución del club y dijo: "Queremos ser el brazo político del movimiento conservador, dentro del Partido Republicano".

### 2020
En junio de 2020, The Hill escribió que el club estaba "ejerciendo su fuerza financiera este año, repartiendo millones de dólares entre los candidatos conservadores del Congreso y gastando más que la mayoría de los otros grupos externos, ya que busca ayudar al Partido Republicano a mantener el control del Senado y mejorar las oportunidades de los republicanos. 
El Club para el Crecimiento recaudó $ 55 millones en 2020, haciendo de 2020 su ciclo más productivo hasta ahora. La organización planeaba gastar al menos $ 35 millones en el ciclo electoral de 2020, Club for Growth gastó más que otros grupos para apoyar a los candidatos presidenciales republicanos.
Según un análisis de The Guardian, la organización fue uno de los mayores patrocinadores de los legisladores republicanos que intentaron anular los resultados de las elecciones presidenciales de Estados Unidos de 2020.
El club gastó $ 20 millones para apoyar las campañas electorales en 2018 y 2020. Uno de los mayores donantes fue Jeffrey Yass, quien en 2020 donó $ 20,7 millones de dólares al club.
The Guardian describió al grupo como uno de los mayores patrocinadores de los republicanos que votaron para revocar los resultados de las elecciones presidenciales de Estados Unidos de 2020, habiendo gastado alrededor de 20 millones de dólares en sus campañas en 2018 y 2020.

### 2021
Club for Growth gastó 20 millones de dólares estadounidenses apoyando a 42 políticos que votaron para invalidar los resultados de las elecciones presidenciales de Estados Unidos de 2020.

## Objetivos fundacionales
El fundador Stephen Moore dijo: "Queremos ser vistos como el ejecutor de la reducción de impuestos en el partido republicano". A diferencia de muchos otros comités de acción política, el PAC del Club for Growth participa regularmente en la financiación de candidatos para las elecciones primarias.  El club se enfoca en ganar escaños y en ayudar a los candidatos republicanos. El Club para el Crecimiento ha establecido un proceso de selección de candidatos potenciales que incluye una o más entrevistas, una investigación sobre la carrera y el historial del candidato, y una encuesta realizada para establecer si el candidato tiene una posibilidad viable de victoria. En cada ciclo de elecciones, el PAC del club respalda a los candidatos y alienta a los donantes a apoyar a los candidatos respaldados. El club es conocido por apoyar a los candidatos republicanos, porque estos candidatos promueven una agenda social y económica conservadora.
Según su sitio web, los objetivos políticos del club para el crecimiento incluyen; reducir el impuesto sobre la renta, derogar el impuesto sobre el patrimonio, defender un gobierno limitado, apoyar un presupuesto equilibrado, reformar la seguridad social, promover el libre comercio, reformar el sistema jurídico, permitir la libre elección de escuela y fomentar la desregulación.
Club for Growth PAC respalda y recauda dinero para los candidatos que cumplen con sus estándares de conservadurismo fiscal. Según Politico; "El club para el crecimiento es una institución preeminente que promueve la adhesión republicana a una agenda de libre mercado, libre comercio y desregulación".

## Negación del cambio climático
El Club para el Crecimiento se opone a la acción del Gobierno federal de los Estados Unidos para frenar las emisiones de gases de efecto invernadero. En 2009, el Club para el Crecimiento presionó a los políticos republicanos para que no apoyaran un proyecto de ley de comercio de derechos de emisión, que el grupo consideraba extremadamente dañino para la economía estadounidense.
En 2011, el grupo publicó un libro blanco criticando el historial regulatorio del candidato presidencial Mitt Romney como gobernador de Massachusetts, incluido su apoyo a las políticas en contra del calentamiento global.
En 2017, el grupo pidió al presidente Donald Trump que se retirara del Acuerdo de París.